# Ayub Khan
Mohammad Ayub Khan (pashto: غازي محمد ايوب خان; dari: غازی محمد ایوب خان; Kabul, 1857 – Lahore, 7 aprile 1914) è stato emiro dell'Afghanistan dal 1879 al 1880.
Noto in Afghanistan col soprannome di Vincitore di Maiwand, o in ambito inglese come The Afghan Prince Charlie, Ayub fu per un certo periodo governatore della provincia di Herat nell'emirato dell'Afghanistan. Fu poi emiro dello stato dal 12 ottobre 1879 al 31 maggio 1880. Fu inoltre il comandante delle truppe afghane nel corso della seconda guerra anglo-afghana e sconfisse l'esercito coloniale britannico nella battaglia di Maiwand. Dopo la sua sconfitta nella battaglia di Kandahar, Ayub Khan venne deposto ed esiliato nell'India britannica. Ayub Khan allora si trasferì nell'Impero persiano. Dopo alcuni negoziati nel 1888 con sir Mortimer Durand, ambasciatore britannico a Tehran, Ayub Khan divenne pensionato politico del British Raj e tornò in India nel 1888, vivendovi sino alla morte, avvenuta nel 1914 a Lahore, Punjab. Due dei suoi nipoti, Sardar Hissam Mahmud el-Effendi e Sardar Muhammad Ismail Khan, furono generali dell'esercito pakistano.
In Afghanistan, è ricordato come "Eroe nazionale".

## Biografia

### I primi anni
Suo padre era l'emiro Sher Ali Khan, mentre sua madre era una delle figlie dell'influente capo mohmand di Lapura, Saadat Khan. Suo fratello fu l'emiro Mohammad Yaqub Khan, suo predecessore al trono.

### La seconda guerra anglo-afghana
Durante la seconda guerra anglo-afghana, gli afghani al comando di Ayub Khan si scontrarono con le truppe anglo-indiane presso Maiwand il 27 luglio 1880 e ne uscirono vittoriosi. La vittoria degli afghani a Maiwand fu strategicamente importante per l'Afghanistan dal momento che evitò al paese di essere smembrato dalla Gran Bretagna, e salvò nel contempo Kandahar dall'occupazione da parte degli inglesi. La sconfitta subita a Maiwand costrinse gli inglesi a ritirarsi dalla città e dopo la loro partenza, gli afghani che la occuparono seppellirono  i morti e eressero un monumento in loro onore e memoria.
Ayub Khan andò quindi ad assediare la città di Kandahar, ma vi trovò truppe agguerrite e meglio armate e l'operazione non riuscì. Il 1º settembre 1880, venne sconfitto dalle forze guidate dal generale Frederick Roberts nella Battaglia di Kandahar, che vide la fine della seconda guerra anglo-afghana.

### Dopo la guerra
Un anno dopo Ayub tentò nuovamente la conquista di Kandahar, per togliere la città dal controllo dell'emiro Abdur Rahman Khan, ma fallì nuovamente.
"Ayub Khan ebbe in quel frangente l'opportunità di realizzarsi come sovrano indipendente dell'Afghanistan. Alcune tribù nel distretto di Kushk si erano rivoltate, altre desideravano inviare delle truppe ad Herat per punirli; ma quando gli venne chiesto di marciare, queste si rifiutarono perché non venivano pagate da tempo."
Articolo apparso sul The Twillingate Sun, 3 febbraio 1881.
Ayub fuggì allora nell'Impero persiano (attuale Iran). Dopo alcuni negoziati nel 1888 con sir Mortimer Durand, ambasciatore britannico a Tehran, Ayub Khan si accordò per diventare pensionato politico del British Raj. Un ufficiale politico, William Evans-Gordon, lo accolse al suo arrivo in India e lo scortò col suo entourage da Karachi a Rawalpindi.
Morì in India, a Lahore, nel 1914 e venne sepolto a Peshawar, nei pressi del santuario dello sceicco Habib, una tomba di famiglia della dinastia Durrani.

### Matrimoni e figli
Muhammad Ayub Khan ebbe undici mogli, quindici figli e dieci figlie. Molti dei suoi discendenti ricoprirono posizioni di rilievo nel governo e del Pakistan e due dei suoi nipoti, Sardar Hissam Mahmud el-Effendi e Sardar Muhammad Ismail Khan, furono generali dell'esercito pakistano.